# Allmänna Idrottsklubben Fotboll 2020
Questa voce raccoglie le informazioni riguardanti l'Allmänna Idrottsklubben Fotboll, meglio conosciuto come AIK, nelle competizioni ufficiali della stagione 2020.

## Maglie e sponsor
Per il terzo anno di fila, lo sponsor tecnico è Nike e il main sponsor è Notar. La prima maglia è nera con un inserto giallo sui fianchi, mentre la maglia di riserva è interamente bianca.
| Casa | Trasferta |

## Rosa
| N. |                     | Ruolo | Calciatore                        |
| -- | ------------------- | ----- | --------------------------------- |
| 2  | Norvegia (bandiera) | D     | Daniel Granli                     |
| 3  | Svezia (bandiera)   | D     | Per Karlsson                      |
| 4  | Svezia (bandiera)   | D     | Sotirios Papagiannopoulos         |
| 5  | Estonia (bandiera)  | D     | Karol Mets                        |
| 6  | Svezia (bandiera)   | C     | Panajotis Dimitriadis             |
| 7  | Svezia (bandiera)   | C     | Sebastian Larsson (vice capitano) |
| 8  | Ghana (bandiera)    | C     | Enoch Kofi Adu                    |
| 9  | Islanda (bandiera)  | A     | Kolbeinn Sigþórsson               |
| 10 | Svezia (bandiera)   | A     | Nabil Bahoui                      |
| 11 | Svezia (bandiera)   | A     | Stefan Silva                      |
| 12 | Libano (bandiera)   | D     | Felix Michel                      |
| 14 | Svezia (bandiera)   | A     | Paulos Abraham                    |
| 15 | Svezia (bandiera)   | D     | Robert Lundström                  |
| 16 | Svezia (bandiera)   | D     | Robin Tihi                        |
| 17 | Ghana (bandiera)    | C     | Ebenezer Ofori                    |

| N. |                      | Ruolo | Calciatore              |
| -- | -------------------- | ----- | ----------------------- |
| 18 | Svezia (bandiera)    | C     | Bilal Hussein           |
| 19 | Finlandia (bandiera) | C     | Saku Ylätupa            |
| 20 | Svezia (bandiera)    | D     | Rasmus Lindkvist        |
| 21 | Albania (bandiera)   | A     | Jasir Asani             |
| 21 | Serbia (bandiera)    | A     | Bojan Radulović         |
| 22 | Svezia (bandiera)    | C     | Filip Rogić             |
| 23 | Serbia (bandiera)    | P     | Budimir Janošević       |
| 24 | Svezia (bandiera)    | C     | Heradi Rashidi          |
| 25 | Kenya (bandiera)     | D     | Erick Otieno            |
| 29 | Svezia (bandiera)    | D     | Eric Kahl               |
| 31 | Danimarca (bandiera) | P     | Jakob Haugaard          |
| 32 | Svezia (bandiera)    | C     | Tom Strannegård         |
| 33 | Svezia (bandiera)    | D     | Mikael Lustig           |
| 34 | Svezia (bandiera)    | A     | Erik Ring               |
| 36 | Eritrea (bandiera)   | A     | Henok Goitom (capitano) |

## Risultati

### Allsvenskan

#### Girone di andata
| Arbitro: | Martin Strömbergsson |

|  |           |                      |
|  | Marcatori | 59’ Tihi 90+2’ Asani |

| Arbitro: | Glenn Nyberg |

|            |           |                                                       |
| Goitom 88’ | Marcatori | 5’ Thern 9’ Castegren 29’ Lauritsen 32’ (rig.) Gerson |

| Arbitro: | Andreas Ekberg |

|  |           |                                |
|  | Marcatori | 55’ Hussein 58’ (rig.) Larsson |

| Arbitro: | Mohammed Al-Hakim |

|                           |           |                                          |
| Larsson 45+1’ Hussein 58’ | Marcatori | 70’ Kiese Thelin 90’ (rig.) Kiese Thelin |

| Arbitro: | Kristoffer Karlsson |

|                   |           |  |
| Mets 90+2’ (aut.) | Marcatori |  |

| Arbitro: | Kaspar Sjöberg |

|               |           |           |
| Abraham 90+1’ | Marcatori | 62’ Peter |

| Arbitro: | Glenn Nyberg |

|                                        |           |  |
| Timossi Andersson 68’ van den Hurk 83’ | Marcatori |  |

| Arbitro: | Bojan Pandžić |

|            |           |  |
| Goitom 74’ | Marcatori |  |

| Arbitro: | Fredrik Klitte |

|                                   |           |                        |
| Zackrisson 23’ Selmani 89’ (rig.) | Marcatori | 12’ Goitom 75’ Abraham |

| Arbitro: | Mohammed Al-Hakim |

|                                               |           |  |
| Bengtsson 6’ Youssef 36’ Žuta 74’ Nilsson 88’ | Marcatori |  |

| Arbitro: | Glenn Nyberg |

|  |           |           |
|  | Marcatori | 77’ Witry |

| Kalmar 2 agosto 2020, ore 14:30 12ª giornata | Kalmar         | 0 – 0 referto | AIK | Guldfågeln Arena (0 spett.)\| Arbitro: \| Kaspar Sjöberg \| |
| Arbitro:                                     | Kaspar Sjöberg |               |     |                                                             |

| Arbitro: | Bojan Pandžić |

|            |           |                        |
| Goitom 89’ | Marcatori | 18’ Frick 39’ Karlsson |

| Arbitro: | Mohammed Al-Hakim |

|                                         |           |                |
| Ogbu 10’ Ogbu 43’ (rig.) Silverholt 76’ | Marcatori | 40’ (rig.) Adu |

| Arbitro: | Kaspar Sjöberg |

|  |           |              |
|  | Marcatori | 27’ Fritzson |

#### Girone di ritorno
| Arbitro: | Kristoffer Karlsson |

|                  |           |             |
| Söderström 45+5’ | Marcatori | 23’ Larsson |

| Arbitro: | Victor Wolf |

|                      |           |  |
| Larsson 19’ Mets 52’ | Marcatori |  |

| Arbitro: | Andreas Ekberg |

|  |           |              |
|  | Marcatori | 57’ Irandust |

| Uppsala 10 settembre 2020, ore 19:00 19ª giornata | Sirius | – Posticipata al 29 ottobre | AIK | Studenternas IP |

| Malmö 13 settembre 2020, ore 17:30 20ª giornata | Malmö FF            | 0 – 0 referto | AIK | Eleda Stadion (0 spett.)\| Arbitro: \| Kristoffer Karlsson \| |
| Arbitro:                                        | Kristoffer Karlsson |               |     |                                                               |

| Arbitro: | Mohammed Al-Hakim |

|                                   |           |  |
| Bahoui 27’ Abraham 37’ Lustig 77’ | Marcatori |  |

| Arbitro: | Adam Ladebäck |

|              |           |  |
| Bahoui 90+3’ | Marcatori |  |

| Arbitro: | Kaspar Sjöberg |

|               |           |                        |
| Isherwood 87’ | Marcatori | 7’ Karlsson 64’ Goitom |

| Arbitro: | Mohammed Al-Hakim |

|                     |           |  |
| Rogić 4’ Goitom 61’ | Marcatori |  |

| Arbitro: | Kristoffer Karlsson |

|                        |           |                               |
| Levi 46’ Castegren 50’ | Marcatori | 26’ Goitom 87’ (rig.) Larsson |

| Uppsala 29 ottobre 2020, ore 19:00 Recupero 19ª giornata | Sirius        | 0 – 0 referto | AIK | Studenternas IP (0 spett.)\| Arbitro: \| Adam Ladebäck \| |
| Arbitro:                                                 | Adam Ladebäck |               |     |                                                           |

| Arbitro: | Andreas Ekberg |

|            |           |  |
| Goitom 58’ | Marcatori |  |

| Arbitro: | Kaspar Sjöberg |

|  |           |            |
|  | Marcatori | 74’ Bahoui |

| Arbitro: | Glenn Nyberg |

|  |           |                            |
|  | Marcatori | 39’ (aut.) Kahl 60’ Hümmet |

| Arbitro: | Bojan Pandžić |

|  |           |                |
|  | Marcatori | 84’ Israelsson |

| Arbitro: | Fredrik Klitte |

|                    |           |                       |
| Olsson 16’ Alm 22’ | Marcatori | 59’ Bahoui 70’ Lustig |

### Svenska Cupen 2019-2020

#### Gruppo 3
| Arbitro: | Bojan Pandžić |

|                      |           |                                 |
| Ofori 79’ Goitom 81’ | Marcatori | 69’ (rig.) Kozica 74’ Hamidović |

| Arbitro: | Kaspar Sjöberg |

|  |           |                  |
|  | Marcatori | 31’ (aut.) Razak |

| Arbitro: | Mohammed Al-Hakim |

|                                     |           |           |
| Ylätupa 45+3’ Ylätupa 71’ Asani 73’ | Marcatori | 76’ Aliti |

#### Fase finale
| Arbitro: | Kristoffer Karlsson |

|                                                              |           |            |
| Christiansen 39’ Christiansen 66’ Rieks 74’ Christiansen 88’ | Marcatori | 7’ Abraham |

### Svenska Cupen 2020-2021
| Arbitro: | Farouk Nehdi |

|             |           |                      |
| Diawara 60’ | Marcatori | 15’ Abraham 17’ Ring |